# Noemí Frenkel
Noemí Frenkel (Buenos Aires; años 1960) es una autora, productora, directora y actriz de cine, teatro y televisión.
Noemí es la segunda de cinco hermanos, todos hijos de Frida Zugman e Isaac Frenkel, de los cuales uno es el director de cine Néstor Frenkel.
Licenciada en Artes de la Escritura por la Universidad Nacional de las Artes radicada en Buenos Aires (Argentina), cuenta con una amplia formación y experiencia en técnicas vocales, corporales, y en las artes escénicas y audiovisuales. Como consecuencia de ello, imparte talleres de actuación y escritura creativa en la citada Universidad.

## Obra
Autora de la obra teatral  Casandra iluminada (rito de pasaje), fue publicada en 2015 por el Centro de Estudios Latinoamericanos de Teatro (CELCIT). Publica un Cuento en la antología Los bordes de la biología (2018) y el poemario Trazos de la serpiente (2021), Salta el pez.En 2023 publica su primera novela Candra en la editorial argentina Milena Caserola.

## Actuaciones

### Televisión
| Año         | Título                               | Personaje              | Canal               | Notas                                                  |
| ----------- | ------------------------------------ | ---------------------- | ------------------- | ------------------------------------------------------ |
| 1983        | Los reporteros                       |                        | Canal 13            |                                                        |
| 1984        | Nosotros y los miedos                |                        | Canal 9             |                                                        |
| 1984        | A conciencia                         |                        | Canal 13            |                                                        |
| 1985        | Colorín colorado                     |                        | Canal ATC (Canal 7) |                                                        |
| 1986        | La otra mitad de Irene Iczcowicz     |                        |                     |                                                        |
| 1987        | Ciencia y conciencia                 |                        | Canal ATC           | Episodios: "Molinos de viento" y "Un viaje fantástico" |
| 1987 - 1989 | De fulanas y menganas                |                        | Canal ATC           |                                                        |
| 1992 - 1994 | Dónde estás amor de mi vida          |                        | Canal 13            |                                                        |
| 1994        | Jugate conmigo                       |                        | Telefe              | Segmento: "Life college"                               |
| 1994 - 1995 | Nueve lunas                          |                        | Canal 13            |                                                        |
| 1995        | Amigovios                            |                        | Canal 13            |                                                        |
| 1996        | La nena                              |                        | Canal 9             |                                                        |
| 1997 - 1998 | Amor sagrado                         | Virginia               | Telefe              |                                                        |
| 1996 - 1998 | Verdad consecuencia                  |                        | Canal 13            |                                                        |
| 1997        | Los especiales de Alejandro Doria    |                        | Telefe              | Episodio: "La seguridad personal del señor Stein"      |
| 1998        | Poema para actores                   | VCC                    |                     |                                                        |
| 1999 - 2000 | Cabecita                             | Ana María Nuñez Zamora | Telefe              |                                                        |
| 2000        | Tiempo final                         |                        | Telefe              | Episodio: "El plomero"                                 |
| 2003        | Ensayos: ensayo sobre Macbeth        |                        | Canal 7             |                                                        |
| 2004        | Culpable de este amor                | Vilma Zapata           | Telefe              |                                                        |
| 2004        | Quinto mandamiento                   |                        | América TV          | Episodio: "El vigilador"                               |
| 2004        | Padre coraje                         | Perla                  | Canal 13            | Episodios 52, 53 y 54                                  |
| 2009        | Tratame bien                         | Nora                   | Canal 13            |                                                        |
| 2010        | Hocus Pocus                          | Carolina               | Canal 9             |                                                        |
| 2011 - 2012 | Herederos de una venganza            | Gretel Hueders (†)     | Canal 13            |                                                        |
| 2013        | Aliados                              | Josefina Ramírez       | Telefe              |                                                        |
| 2015        | Signos                               | Graciela Fuentes (†)   | El Trece            |                                                        |
| 2019        | Campanas en la noche                 | Lidia Villegas         | Telefe              |                                                        |
| 2019        | Secreto bien guardado                | Carmela Peres Kiev     | CINE.AR             |                                                        |
| 2019        | Argentina, tierra de amor y venganza | Iris Kaplan            | El Trece            |                                                        |

### Teatro
- 1982: Antes de entrar dejen salir.
- 1984: El campo.
- 1985: Strogonoff.
- 1987: Arriba corazón.
- 1988: Saverio, el cruel.
- 1991/1992: La dama boba.
- 1992: Ensayo para una ceremonia (dirección).
- 1992: Borges, siete poemas (dirección).
- 1992: Noche de cuentos fantásticos (dirección).
- 1992: Lope de Aguirre, traidor.
- 1992: Viva la anarquía.
- 1995: Umbral para dos solos.
- 1995/1996: Celebración (autoría y dirección).
- 1996: Ligados.
- 1996: La vida es sueño.
- 1997: Las personas no razonables están en vías de extinción.
- 1997: Privado.
- 1998: Cero.
- 1999: El marinero.
- 1999: La diosa.
- 2001: Colón agarra viaje a toda costa.
- 2002: De buena fe.
- 2003: Lo que pasó cuando Nora dejó a su marido o Los pilares de las sociedades.
- 2004: Umbarco Autoría.
- 2006/2007: Un mismo árbol verde, como Silvia.
- 2007/2008: Los padres terribles (actuación /producción artística).
- 2010-2011: Mujeres terribles.

### Cine
- 1984: Asesinato en el Senado de la Nación (hija de Cora Valdez).
- 1985: Luna caliente (voz).
- 1986: Sobredosis.
- 1986: Hombre mirando al sudeste (voz de Beatriz).
- 1987: El dueño del sol.
- 1989: Últimas imágenes del naufragio (Estela).
- 1995: 20 de junio (cortometraje).
- 1996: Lola Mora.
- 1998: La sonámbula, recuerdos del futuro (Nora Kluge).
- 1998: Escrito en el agua.
- 1999: La media medalla, cortometraje.
- 2000: Esperando al Mesías (voz de Laura).
- 2000: Cien años de perdón (Celina).
- 2001: Un amor en Moisés Ville (madre de David).
- 2001: Vagón fumador.
- 2003: Potestad (Ana María).
- 2004: Cruz de sal (Nancy).
- 2004: Buenos Aires 100 kilómetros (Nora).
- 2005: Cautiva (Licenciada Bernstein).
- 2009: La ventana (madre).
- 2012: El amigo alemán  (madre)
- 2019: Rosita
- 2022: Cuando ya no esté (Virginia)

## Premios y nominaciones[9]
| Año  | Premio                 | Categoría         | Programa                       | Resultado |
| ---- | ---------------------- | ----------------- | ------------------------------ | --------- |
| 1987 | Premio Martín Fierro   | Actriz de Reparto | De fulanas y menganas          | Nominada  |
| 1987 | Premio Martín Fierro   | Revelación        | De fulanas y menganas          | Ganadora  |
| 1989 | Premio Cóndor de Plata | Mejor Actriz      | Últimas imágenes del naufragio | Ganadora  |